# Großer Preis von Italien 1957
Der Große Preis von Italien 1957 (offiziell XXVIII Gran Premio d’Italia) fand am 8. September auf dem Autodromo Nazionale di Monza in Monza statt und war das achte und letzte Rennen der Automobil-Weltmeisterschaft 1957.

## Bericht

### Hintergrund

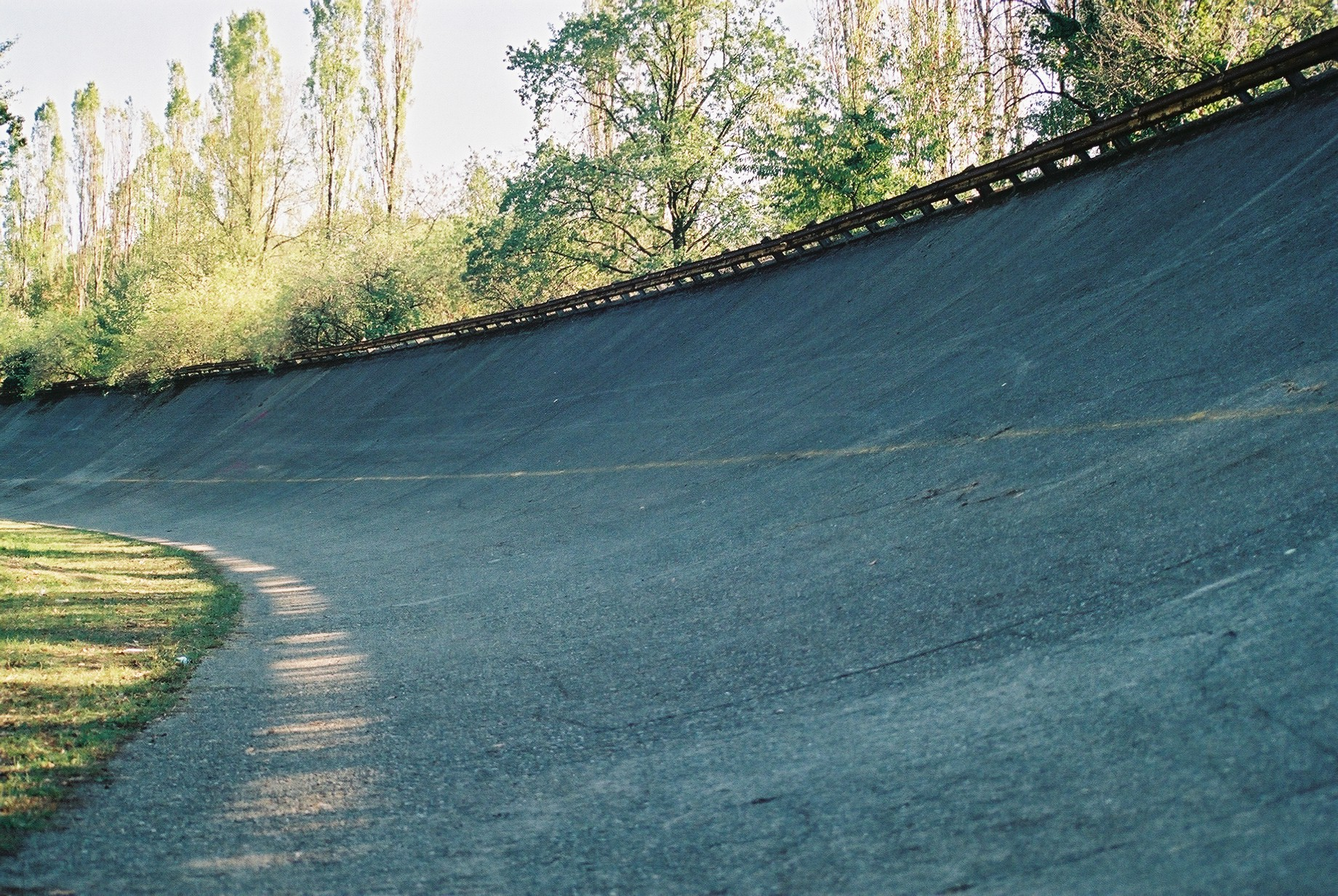
Verfallende Steilkurven 2003

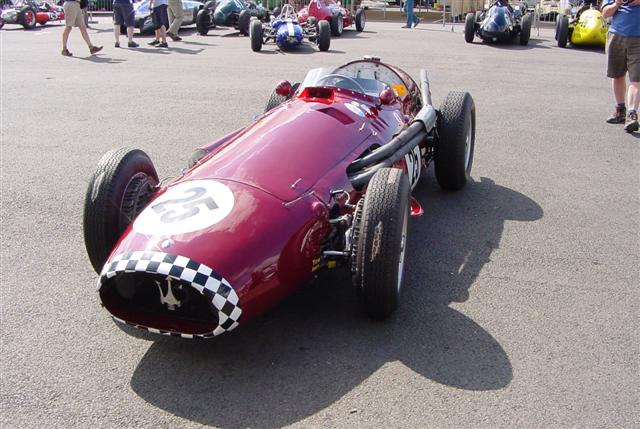
Maserati 250F, im Einsatz von 1954 bis 1960

Der Saisonabschluss der Automobil-Weltmeisterschaft 1957 wurde zum letzten Mal in Italien, auf dem Autodromo Nazionale Monza ausgetragen, in den folgenden Jahren fand das Saisonfinale meist auf dem amerikanischen Kontinent statt. Juan Manuel Fangio hatte den Weltmeistertitel bereits sicher, lediglich der Kampf um Platz zwei und drei in der Fahrerwertung war noch offen.
Erstmals wurden aus Sicherheitsgründen die Steilkurven der Strecke nicht genutzt. Diese für die Strecke berühmten Kurven kamen nur noch selten zum Einsatz und verfielen in den folgenden Jahrzehnten stetig, ein letztes Mal wurde der Streckenabschnitt beim Großen Preis von Italien 1961 genutzt. Für Monza blieb das Streckenlayout mit den langen Hochgeschwindigkeitsgeraden, die im Laufe der Zeit jedoch durch zusätzliche Schikanen entschärft wurden.
Maserati ging ein letztes Mal an den Start, das Team zog sich aus finanziellen Gründen nach der Saison aus der Formel 1 zurück. Noch drei weitere Jahre wurde der Maserati 250F von Fahrern und Teams privat genutzt, jedoch nur noch geringfügig weiterentwickelt. Der Wagen kam von 1954 bis 1960 bei Formel-1-Rennen zum Einsatz und war somit das am längsten genutzte Formel-1-Wagen-Modell der Motorsport Geschichte. Maserati ging noch einmal mit vier Fahrzeugen an den Start, neben Rekord-Weltmeister Fangio fuhren Harry Schell, Jean Behra und Giorgio Scarlatti im finalen Rennen für das italienische Team. Maserati führte Versuche mit neuen V12 Motoren durch, Behra fuhr einen Wagen mit diesem Motor im Rennen, Fangio entschied sich nach dem Training um und bevorzugte für das Rennen den herkömmlichen Motor in seinem Wagen, den alle anderen Maserati-Fahrer ebenfalls benutzten.
Ferrari nahm nach dem teilweisen Verzicht der Teilnahme am Großen Preis von Pescara 1957 wieder mit vier Wagen am Rennen teil, für die Scuderia Ferrari fuhren die Stammfahrer Peter Collins, Luigi Musso und Mike Hawthorn, außerdem kehrte Wolfgang Graf Berghe von Trips nach einigen Rennen Pause wieder zum Team zurück. Das dritte Top-Team, Vanwall setzte wie in den Rennen zuvor auf seine Fahrerpaarung Stirling Moss, Stuart Lewis-Evans und Tony Brooks. Ebenfalls mit unveränderter Fahrerpaarung startete die Scuderia Centro Sud, die eines der vielen Teams war, die private Maserati 250F einsetzten. Auch Paco Godia, Luigi Piotti, Horace Gould, Bruce Halford, Ottorino Volonterio und André Simon fuhren einen solchen Wagen. Volonterio und Simon traten dabei als Team an und teilten sich den Wagen, für beide war es die letzte Rennteilnahme ihrer Karrieren.
Mit Fangio und Moss traten zwei ehemalige Sieger des Rennens an, Fangio gewann das Rennen zuvor dreimal, Moss im Vorjahr einmal. Ferrari war in den Jahren zuvor zweimal erfolgreich, Maserati einmal.

### Training
Im Training waren die Kräfteverhältnisse zwischen den drei Top-Teams klar verteilt. Vanwall hatte den schnellsten Wagen und belegte mit ihren Fahrern die ersten drei Startplätze. Die zweite Vanwall-Pole-Position in der Formel-1-Saison 1957 erreichte Evans, der zum ersten Mal von Platz eins aus ins Rennen ging. Auf Platz zwei qualifizierte sich Moss vor Brooks. Da die Startaufstellung im 4-3-4 System erfolgte, startete Fangio im Maserati ebenfalls aus Startreihe eins. Für die zweite Startreihe qualifizierten sich Fangios Teamkollegen Behra und Schell vor Collins im besten Ferrari auf Startplatz sieben. Die weiteren Ferrari-Fahrer platzierten sich hinter Collins, bester Fahrer mit einem privaten Wagen war Gregory auf Platz elf.

### Rennen
Direkt beim Start zeigten die Vanwall ihre Überlegenheit, die sich schon im Training gezeigt hatten, und behielten die Führung, die Moss für sich beanspruchte. Behra startete sehr gut und arbeitete sich innerhalb der ersten Rennrunde bis auf Position zwei vor. Moss führte somit in den ersten Rennrunden vor Behra, Lewis-Evans, Brooks und Fangio, die sich als Fünfer-Gruppe vom Rest des Feldes absetzten. In der zweiten Rennrunde schied Piotti mit einem Motorschaden aus.
Da Monza für seine Hochgeschwindigkeitswindschattenduelle bekannt war, wechselte die Führung und die Positionen beständig. In Runde vier überholte Behra Moss, der den ersten Platz eine Runde später wieder übernahm, um die Führung nach dieser Runde aber erneut an Behra abzugeben. Daraufhin überholte Fangio beide Fahrer und behielt in Runde sieben bis zehn Platz eins. Dies waren die letzten Führungskilometer für Maserati, die Vanwall waren in diesem Grand Prix besser und alle drei Fahrer des Teams überholten Fangio, mit Moss erneut an der Spitze. Die Vanwall lieferten sich anschließend ein teaminternes Duell um die Führung, Brooks lag in den Runden zwölf bis 15 vorn, Lewis-Evans führte das erste Mal in seiner Karriere in den Runden 16 bis 20, bevor Moss endgültig in Runde 21 Platz eins für sich beanspruchte und bis zur Zieldurchfahrt verteidigte.
Ab Runde 20 begann die Rennphase, die von Ausfällen und technischen Problemen gekennzeichnet war. Brooks fiel mit Problemen am Gaspedal zurück, Lewis-Evans benötigte einen Reparaturboxenstopp. Moss führte vor Fangio und Behra, der jedoch ebenfalls an die Box fuhr, um sich neue Reifen zu holen. Schell, der nun auf Position drei lag, fiel in Runde 33 mit einer defekten Kraftstoffpumpe aus. Nur drei Runden zuvor stellte Bonnier seinen Wagen wegen Überhitzung ab. In Runde 46 erlitt Halford einen Motorschaden, gleiches Schicksal ereilte Lewis-Evans zwei Runden später und auch Behras Wagen überhitzte und zwang ihn zur Aufgabe. Collins, der im letzten Rennen für den erfolglosen Ferrari 801 zwischenzeitlich auf Podiumskurs unterwegs war, musste seinen Wagen in Runde 61 aufgrund eines Motorschadens abstellen. Nun übernahm Hawthorn den dritten Platz, verlor jedoch in den letzten Rennrunden mehrere Plätze aufgrund einer geplatzten Ölleitung.
Moss profitierte von den Ausfällen der Konkurrenz und fuhr erneut einen Sieg ein. Es war der dritte Sieg für Vanwall in der Formel-1-Saison 1957. Fangio erzielte mit 41 Sekunden Rückstand auf Moss den zweiten Platz, welcher seine und Maseratis letzte Podiumsplatzierung war. Graf Berghe von Trips erbte durch die vielen Ausfälle den dritten Platz, für ihn war dies die erste Podiumsplatzierung seiner Formel-1-Karriere und die erste eines deutschen Fahrers seit dem Großen Preis von Großbritannien 1955, bei dem Karl Kling das Podium erreichte. Gregory erreichte für die Scuderia Centro Sud eine weitere Punkteplatzierung auf Platz vier. Schell, der den Wagen seines Teamkollegen Scarlatti übernommen hatte, komplettierte die Punkteränge auf Position fünf, Brooks erhielt einen Punkt für das Fahren der schnellsten Rennrunde.
Die Punkteteilung zwischen Schell und Scarlatti war die letzte dieser Art. Ab der Automobil-Weltmeisterschaft 1958 wurden Fahrerwechsel während des Rennens verboten und es gab keine Punkte mehr. Da man in gewissen Situationen aber doch Vorteile von einem Fahrerwechsel hatte, wurde diese Praxis vereinzelt noch bis zum Großen Preis der USA 1964 angewendet.
In der Weltmeisterschaft gewann Fangio den Weltmeistertitel mit großem Abstand zur Konkurrenz. Durch den Sieg sicherte sich Moss wie im Vorjahr die Vizeweltmeisterschaft, Dritter wurde Musso vor Hawthorn und Brooks. Collins, der im Vorjahr Fangio im letzten Rennen den Fahrertitel überlassen hatte, knüpfte nicht an die Erfolge in der Automobil-Weltmeisterschaft 1956 an und wurde von seinen Teamkollegen in der Fahrerwertung geschlagen.

## Meldeliste
| Team                      | Nr. | Fahrer                         | Chassis       | Motor            | Reifen |
| ------------------------- | --- | ------------------------------ | ------------- | ---------------- | ------ |
| Officine Alfieri Maserati | 02  | Juan Manuel Fangio             | Maserati 250F | Maserati 2.5 L6  | P      |
| Officine Alfieri Maserati | 02  | Juan Manuel Fangio             | Maserati 250F | Maserati 2.5 V12 | P      |
| Officine Alfieri Maserati | 04  | Harry Schell                   | Maserati 250F | Maserati 2.5 L6  | P      |
| Officine Alfieri Maserati | 06  | Jean Behra                     | Maserati 250F | Maserati 2.5 V12 | P      |
| Officine Alfieri Maserati | 08  | Giorgio Scarlatti              | Maserati 250F | Maserati 2.5 L6  | P      |
| Officine Alfieri Maserati | 08  | Harry Schell                   | Maserati 250F | Maserati 2.5 L6  | P      |
| Francisco Godia-Sales     | 10  | Paco Godia                     | Maserati 250F | Maserati 2.5 L6  | P      |
| Luigi Piotti              | 12  | Luigi Piotti                   | Maserati 250F | Maserati 2.5 L6  | P      |
| HH Gould                  | 14  | Horace Gould                   | Maserati 250F | Maserati 2.5 L6  | D      |
| Bruce Halford             | 16  | Bruce Halford                  | Maserati 250F | Maserati 2.5 L6  | D      |
| Vandervell Products Ltd   | 18  | Stirling Moss                  | Vanwall VW57  | Vanwall 2.5 L4   | P      |
| Vandervell Products Ltd   | 20  | Stuart Lewis-Evans             | Vanwall VW57  | Vanwall 2.5 L4   | P      |
| Vandervell Products Ltd   | 22  | Tony Brooks                    | Vanwall VW57  | Vanwall 2.5 L4   | P      |
| Scuderia Centro Sud       | 24  | Jo Bonnier                     | Maserati 250F | Maserati 2.5 L6  | P      |
| Scuderia Centro Sud       | 26  | Masten Gregory                 | Maserati 250F | Maserati 2.5 L6  | P      |
| Ottorino Volonterio       | 28  | André Simon                    | Maserati 250F | Maserati 2.5 L6  | P      |
| Ottorino Volonterio       | 28  | Ottorino Volonterio            | Maserati 250F | Maserati 2.5 L6  | P      |
| Scuderia Ferrari          | 30  | Peter Collins                  | Ferrari 801   | Ferrari 2.5 V8   | E      |
| Scuderia Ferrari          | 32  | Luigi Musso                    | Ferrari 801   | Ferrari 2.5 V8   | E      |
| Scuderia Ferrari          | 34  | Mike Hawthorn                  | Ferrari 801   | Ferrari 2.5 V8   | E      |
| Scuderia Ferrari          | 36  | Wolfgang Graf Berghe von Trips | Ferrari 801   | Ferrari 2.5 V8   | E      |

Anmerkungen
1. 1 2  Scarlatti fuhr den Wagen 50 Runden, Schell 34 Runden.
2. 1 2  Simon fuhr den Wagen 40 Runden, Volonterio 33 Runden.

## Klassifikationen

### Qualifying
| Pos. | Fahrer                         | Konstrukteur | Zeit   | Start |
| ---- | ------------------------------ | ------------ | ------ | ----- |
| 01   | Stuart Lewis-Evans             | Vanwall      | 1:42,4 | 01    |
| 02   | Stirling Moss                  | Vanwall      | 1:42,7 | 02    |
| 03   | Tony Brooks                    | Vanwall      | 1:42,9 | 03    |
| 04   | Juan Manuel Fangio             | Maserati     | 1:43,1 | 04    |
| 05   | Jean Behra                     | Maserati     | 1:43,9 | 05    |
| 06   | Harry Schell                   | Maserati     | 1:45,1 | 06    |
| 07   | Peter Collins                  | Ferrari      | 1:45,3 | 07    |
| 08   | Wolfgang Graf Berghe von Trips | Ferrari      | 1:45,5 | 08    |
| 09   | Luigi Musso                    | Ferrari      | 1:45,7 | 09    |
| 10   | Mike Hawthorn                  | Ferrari      | 1:46,1 | 10    |
| 11   | Masten Gregory                 | Maserati     | 1:48,9 | 11    |
| 12   | Giorgio Scarlatti              | Maserati     | 1:49,2 | 12    |
| 13   | Jo Bonnier                     | Maserati     | 1:49,7 | 13    |
| 14   | Bruce Halford                  | Maserati     | 1:51,6 | 14    |
| 15   | Paco Godia                     | Maserati     | 1:52,2 | 15    |
| 16   | André Simon                    | Maserati     | 1:52,8 | 16    |
| 17   | Luigi Piotti                   | Maserati     | 1:52,9 | 17    |
| 18   | Horace Gould                   | Maserati     | 1:53,7 | 18    |

### Rennen
| Pos. | Fahrer                          | Konstrukteur | Runden | Stopps | Zeit        | Start | Schnellste Runde |
| ---- | ------------------------------- | ------------ | ------ | ------ | ----------- | ----- | ---------------- |
| 01   | Stirling Moss                   | Vanwall      | 87     |        | 2:35:03,9   | 02    |                  |
| 02   | Juan Manuel Fangio              | Maserati     | 87     |        | + 41,2      | 04    |                  |
| 03   | Wolfgang Graf Berghe von Trips  | Ferrari      | 85     |        | + 2 Runden  | 08    |                  |
| 04   | Masten Gregory                  | Maserati     | 84     |        | + 3 Runden  | 11    |                  |
| 05   | Giorgio Scarlatti Harry Schell  | Maserati     | 84     |        | + 3 Runden  | 12    |                  |
| 06   | Mike Hawthorn                   | Ferrari      | 83     |        | + 4 Runden  | 10    |                  |
| 07   | Tony Brooks                     | Vanwall      | 82     |        | + 5 Runden  | 03    | 1:43,7 (74.)     |
| 08   | Luigi Musso                     | Ferrari      | 82     |        | + 5 Runden  | 09    |                  |
| 09   | Paco Godia                      | Maserati     | 81     |        | + 6 Runden  | 15    |                  |
| 10   | Horace Gould                    | Maserati     | 78     |        | + 9 Runden  | 18    |                  |
| 11   | André Simon Ottorino Volonterio | Maserati     | 72     |        | + 14 Runden | 16    |                  |
| –    | Peter Collins                   | Ferrari      | 62     |        | DNF         | 07    |                  |
| –    | Jean Behra                      | Maserati     | 49     |        | DNF         | 05    |                  |
| –    | Stuart Lewis-Evans              | Vanwall      | 49     |        | DNF         | 01    |                  |
| –    | Bruce Halford                   | Maserati     | 47     |        | DNF         | 14    |                  |
| –    | Harry Schell                    | Maserati     | 34     |        | DNF         | 06    |                  |
| –    | Jo Bonnier                      | Maserati     | 31     |        | DNF         | 13    |                  |
| –    | Luigi Piotti                    | Maserati     | 3      |        | DNF         | 17    |                  |

## WM-Stand nach dem Rennen
Die ersten fünf des Rennens bekamen 8, 6, 4, 3, 2 Punkte. Streichresultate sind in Klammern gesetzt. Der Fahrer mit der schnellsten Rennrunde erhielt zusätzlich 1 Punkt. Es zählten nur die fünf besten Ergebnisse aus acht Rennen.

### Fahrerwertung
| Pos. | Fahrer                         | Konstrukteur        | Punkte  |
| ---- | ------------------------------ | ------------------- | ------- |
| 01   | Juan Manuel Fangio             | Maserati            | 40 (46) |
| 02   | Stirling Moss                  | Maserati / Vanwall  | 25      |
| 03   | Luigi Musso                    | Ferrari             | 16      |
| 04   | Mike Hawthorn                  | Ferrari             | 13      |
| 05   | Tony Brooks                    | Vanwall             | 11      |
| 06   | Masten Gregory                 | Maserati            | 10      |
| 07   | Harry Schell                   | Maserati            | 10      |
| 08   | Sam Hanks                      | Epperly-Offenhauser | 8       |
| 09   | Peter Collins                  | Ferrari             | 8       |
| 10   | Jim Rathmann                   | Epperly-Offenhauser | 7       |
| 11   | Jean Behra                     | Maserati            | 6       |
| 12   | Maurice Trintignant            | Ferrari             | 5       |
| 13   | Stuart Lewis-Evans             | Connaught / Vanwall | 5       |
| 14   | Wolfgang Graf Berghe von Trips | Ferrari             | 4       |
| 15   | Carlos Menditéguy              | Maserati            | 4       |
| 16   | Jimmy Bryan                    | Kuzma-Offenhauser   | 3       |
| 17   | Paul Russo                     | Kurtis Kraft        | 3       |
| 18   | Roy Salvadori                  | Vanwall / Cooper    | 2       |
| 19   | Andy Linden                    | Kurtis Kraft        | 2       |
| 20   | Alfonso de Portago             | Ferrari             | 1       |
| 21   | José Froilán González          | Ferrari             | 1       |

| Pos. | Fahrer                | Konstrukteur         | Punkte |
| ---- | --------------------- | -------------------- | ------ |
| 22   | Giorgio Scarlatti     | Maserati             | 1      |
| 23   | Jack Brabham          | Cooper               | 0      |
| 24   | Mike MacDowel         | Cooper               | 0      |
| 25   | Bob Gerard            | Cooper               | 0      |
| 26   | Cesare Perdisa        | Ferrari              | 0      |
| 27   | Ivor Bueb             | Connaught / Maserati | 0      |
| 28   | Joakim Bonnier        | Maserati             | 0      |
| 28   | Bruce Halford         | Maserati             | 0      |
| 29   | Alejandro de Tomaso   | Ferrari              | 0      |
| 30   | Luigi Piotti          | Maserati             | 0      |
| 31   | André Simon           | Maserati             | 0      |
| 32   | Ottorino Volonterio   | Maserati             | 0      |
| –    | Eugenio Castellotti   | Ferrari              | 0      |
| –    | Ron Flockhart         | B.R.M.               | 0      |
| –    | Horace Gould          | Maserati             | 0      |
| –    | Herbert MacKay-Fraser | B.R.M.               | 0      |
| –    | Jack Fairman          | B.R.M.               | 0      |
| –    | Les Leston            | B.R.M.               | 0      |
| –    | Hans Herrmann         | Maserati             | 0      |
| –    | Paco Godia            | Maserati             | 0      |